# Oculinidae
Oculinidae  is een familie van neteldieren uit de klasse Anthozoa (bloemdieren).

## Kenmerken
Het koraal kan 3 meter hoog worden maar het groeit wel langzaam. Lophelia, de meest bekende koudwaterkoraalsoort, groeit met 2,5 cm per jaar. Koudwaterkoraal kan heel oud worden, de oudste geregistreerde koudwaterkoraal was circa 8500 jaar oud.

## Leefwijze
Deze diertjes kunnen in het complete donker en bij heel lage temperaturen leven. Ze behoren tot de groep dieren, ook wel Cnidaria genoemd en zijn familie van de zeeanemonen. Koralen leven net als anemonen op een vaste plaats en halen voedsel uit het water met hun tentakels. Sommige koralen op het rif bestaan uit een enkele poliep, terwijl andere soorten kolonies vormen van soms wel honderden tot duizenden poliepen. Deze poliepen hebben een ring van bewegende tentakels, die om de mond zitten. Met hun kleverige tentakels vangen koralen voedseldeeltjes uit het water. Netelcellen in de tentakels kunnen de prooi verlammen en door de tentakels te bewegen wordt het voedsel deeltje naar de mond gebracht.

## Verspreiding en leefgebied
Koudwaterkoralen leven in het water op een diepte tussen 200 en 1000 meter, bij een watertemperatuur tussen de 4 en 13 °C. Koudwaterkoraal komt het meest voor in fjorden.

## Geslachten
- Bantamia Yabe & Eguchi, 1943 †
- Bathelia Moseley, 1881
- Cyathelia Milne Edwards & Haime, 1849
- Madrepora Linnaeus, 1758
- Oculina Lamarck, 1816
- Petrophyllia Conrad, 1855
- Schizoculina Wells, 1937
- Sclerhelia Milne Edwards & Haime, 1850